# Polaincourt-et-Clairefontaine
 Polaincourt-et-Clairefontaine  es una población y comuna francesa, situada en la región de Franco Condado, departamento de Alto Saona, en el distrito de Vesoul y cantón de Amance.

## Demografía
| 931 | 1048 | 1085 | 1221 | 1187 | 900 | 768 |
| Para los censos de 1962 a 1999 la población legal corresponde a la población sin duplicidades (Fuente: INSEE [Consultar]) |      |      |      |      |     |     |